# ITF Women's Circuit Tallahassee 2001
L'ITF Women's Circuit Tallahassee 2001 è stato un torneo di tennis facente parte della categoria ITF Women's Circuit nell'ambito dell'ITF Women's Circuit 2001. Il montepremi del torneo era di $10 000 e si è svolto nella settimana tra il 6 e il 12 gennaio 2001 su campi in cemento. Il torneo si è giocato a Tallahassee negli Stati Uniti.

## Vincitori

### Singolare
Jacqueline Trail ha sconfitto in finale  Jeon Mi-ra con il punteggio di 6–4, 6–4.

### Doppio
Marielle Hoogland /  Anouska van Exel hanno sconfitto in finale  Romana Tedjakusuma /  Jyotsna Vasisht con il punteggio di 7–6(5), 6–2.